# Campeonato Paulista de Futebol de 1974 - Primeira Divisão
O Campeonato Paulista de Futebol de 1974 - Primeira Divisão foi a 28.ª edição do torneio promovida pela Federação Paulista de Futebol, e equivaleu ao segundo nível do futebol no estado de São Paulo. O Catanduvense, do técnico Carlos Alberto Silva, conquistou seu primeiro título da competição. Nesta edição não houve acesso, suspenso pela FPF até 1975.

## Participantes
| - Andradina - (Andradina) - Araçatuba - (Araçatuba) - Barretos - (Barretos) - Batatais - (Batatais) - Catanduvense - (Catanduva) - Esportiva - (Guaratinguetá) - Estrela da Bela Vista - (São Carlos) - Francana - (Franca) - Garça - (Garça) - Jaboticabal - (Jaboticabal) - Linense - (Lins) - Nacional - (São Paulo) | - Orlândia - (Orlândia) - Pirassununguense - (Pirassununga) - Presidente Prudente - (Presidente Prudente) - Rio Claro - (Rio Claro) - Rio Preto - (São José do Rio Preto) - Santo André - (Santo André) - São José - (São José dos Campos) - Sertãozinho - (Sertãozinho) - União Barbarense - (Santa Bárbara D'Oeste) - Vasco da Gama (Americana) - Velo Clube - (Rio Claro) - Votuporanguense - (Votuporanga) |

## Quadrangular final
A fase final reuniu Catanduvense (1º), Santo André (2º), Nacional (3º) e União Barbarense (4º), que disputaram o título por pontos corridos em turno e returno. O União Barbarense se classificou após disputar uma "repescagem", e somente os resultados desta equipe estão disponíveis:

17/11/1974: Santo André 1 – 0 União Barbarense

20/11/1974: Nacional 3 – 0 União Barbarense

24/11/1974: União Barbarense 2 – 2 Catanduvense

01/12/1974: União Barbarense 0 – 0 Santo André

08/12/1974: Catanduvense 6 – 0 União Barbarense

13/12/1974: União Barbarense 0 – 1 Nacional

## Premiação
| Campeonato Paulista de 1974 - Primeira Divisão |
| ---------------------------------------------- |
| Catanduvense Campeão (1º título)               |